# August Adolf Berens
August Adolf Berens, född 1829 i Hamburg, var en svensk violinist och pukslagare vid Kungliga hovkapellet.

## Biografi
August Adolf Berens föddes 1829 i Hamburg. Berens anställdes 1 oktober 1852 som violinist vid Kungliga hovkapellet i Stockholm. Från 1 juli 1853 var han anställd som pukslagare vid Kungliga Hovkapellet och slutade 1 juli 1859. År 1864 arbetade Berens som musikhandlare i Lübeck.